# Vitbrynad gärdsmyg
Vitbrynad gärdsmyg (Cantorchilus superciliaris) är en fågel i familjen gärdsmygar inom ordningen tättingar.

## Utseende och läte
Vitbrynad gärdsmyg är en brun och vit gärdsmyg med tvärbandade vingar och stjärt, vitt på strupe och ansikte samt ett mörkt streck bakom ögat (som dock är otydligt på vissa fåglar). Lätena är förvånansvärt ljudliga för dess storlek. 

## Utbredning och systematik
Vitbrynad gärdsmyg delas upp i två underarter med följande utbredning:
- C. s. baroni – arida södra Ecuador (El Oro) till nordvästra Peru (Ancash)
- C. s. superciliaris – arida kustnära Ecuador (Manabi till Guayas) samt Isla Puná

## Levnadssätt
Vitbrynad gärdsmtg hittas i torra skogar och buskmarker. Där håller den sig vanligen inne i täta snår och kan därför vara svår att få syn på, framför allt under regnperioden när bladen kommer ut.

## Status och hot
Arten har ett stort utbredningsområde, men tros minska i antal, dock inte tillräckligt kraftigt för att den ska betraktas som hotad. Internationella naturvårdsunionen IUCN listar arten som livskraftig (LC).